# Hluchov (Prostějovi járás)
Hluchov település Csehországban, a Prostějovi járásban. Hluchov Zdětín, Bílovice-Lutotín, Ptení, Přemyslovice, Stařechovice, Kostelec na Hané és Čechy pod Kosířem településekkel határos. Lakosainak száma 340 fő (2024. január 1.).

## Népesség
A település lakosságának változását az alábbi diagram mutatja:
| Lakosok száma | 463  | 559  | 568  | 486  | 375  | 335  | 356  | 347  | 337  | 340  |
|               | 1869 | 1890 | 1921 | 1950 | 1980 | 2001 | 2017 | 2019 | 2022 | 2024 |